# فرودگاه منطقه‌ای نورث‌ایستن
فرودگاه منطقه‌ای نورث‌ایستن (به انگلیسی: Northeastern Regional Airport) یک فرودگاه همگانی با کد یاتا EDE است که یک باند فرود آسفالت دارد و طول باند آن ۱۸۲۹ متر است. این فرودگاه در شهر ادنتون، کارولینای شمالی کشور ایالات متحده آمریکا قرار دارد و در ارتفاع ۶٫۱ متری از سطح دریا واقع شده‌است.